# 上野雄宏
上野 雄宏（うえの たけひろ、1936年12月24日 ‐ ）は、日本の心理学者。大阪市立大学（現大阪公立大学）名誉教授。

## 略歴
- 昭和11年12月24日奈良市に、父馨雄と母二実の長男として生まれる。
- 昭和18年4月奈良師範学校附属国民学校入学
- 昭和24年3月奈良学芸大学附属小学校卒業
- 昭和24年4月青々中学校（現東大寺学園）入学
- 昭和27年3月青々中学校（現東大寺学園）卒業
- 昭和27年4月奈良県立奈良高等学校入学
- 昭和30年3月奈良県立奈良高等学校卒業
- 昭和30年4月龍谷大学文学部入学
- 昭和31年3月龍谷大学文学部中退
- 昭和31年4月大阪市立大学文学部入学
- 昭和35年3月大阪市立大学文学部卒業
- 昭和35年4月大阪市立大学大学院文学研究科修士課程（心理学専攻）入学
- 昭和37年3月大阪市立大学大学院文学研究科修士課程（心理学専攻）修了
- 昭和37年4月大阪市立大学大学院文学研究科博士課程（心理学専攻）入学
- 昭和41年3月大阪市立大学大学院文学研究科博士課程（心理学専攻）単位修得退学
- 昭和41年4月大阪市立大学文学部助手
- 昭和43年3月文学博士（大阪市立大学375号）取得,大阪市立大学大学院文学研究科博士課程（心理学専攻）修了
- 昭和46年4月大阪市立大学文学部助教授
- 昭和56年4月大阪市立大学文学部教授
- 昭和59年10月文部省派遣在外研究員（米国シカゴ大学医学部客員教授）（昭和59年12月まで）
- 平成12年3月大阪市立大学退職　大阪市立大学名誉教授

## 学界ならびに社会における活動
日本心理学会会員（平成3年から11年まで心理学モノグラフ編集委員）、日本動物心理学会会員、日本行動計量学会会員、日本基礎心理学会会員、関西心理学会会員（平成3年から8年まで常任委員）